# Bình Long (phường)
Bình Long là một phường thuộc tỉnh Đồng Nai, Việt Nam.

## Địa lý
Phường Bình Long có vị trí địa lý:
- Phía đông giáp xã Tân Quan.
- Phía tây giáp xã Minh Đức.
- Phía nam giáp xã Tân Khai.
- Phía bắc giáp phường An Lộc.

Phường Bình Long có diện tích 49,14 km², dân số năm 2025 là 41.048 người, mật độ dân số đạt 835 người/km².

## Lịch sử
Ngày 16 tháng 6 năm 2025, Ủy ban Thường vụ Quốc hội ban hành Nghị quyết số 1662/NQ-UBTVQH15 về việc sắp xếp các đơn vị hành chính cấp xã của tỉnh Đồng Nai năm 2025. Theo đó, sắp xếp toàn bộ diện tích tự nhiên, quy mô dân số của các phường An Lộc, Hưng Chiến, Phú Đức và xã Thanh Bình (huyện Hớn Quản) thành phường mới có tên gọi là phường Bình Long.
Sau khi sáp nhập, phường Bình Long có 49,14 km² diện tích tự nhiên và dân số 41.048 người.